# الغلماء (أسلم)

تعديل مصدري - تعديل

الغلماء هي إحدى قرى عزلة أسلم اليمن بمديرية أسلم التابعة لمحافظة حجة، بلغ تعداد سكانها 20 نسمة حسب تعداد اليمن لعام 2004.